# Eudule semele
Eudule semele är en fjärilsart som beskrevs av Hermann Burmeister 1878. Eudule semele ingår i släktet Eudule och familjen mätare. Inga underarter finns listade i Catalogue of Life.